# Ardie Savea
Ardie Savea (Wellington, 14 ottobre 1993) è un rugbista a 15 neozelandese, flanker  dei Kōbe Steelers nella Japan Rugby League One.

## Biografia
Cresciuto in una famiglia di rugbisti, Savea esordì a livello provinciale con la squadra di Wellington nel 2012 nella prima divisione della ITM Cup. L'anno successivo esordì a 19 anni nel Super Rugby con gli Hurricanes dove raggiunse il fratello maggiore Julian, tre quarti ala degli All Blacks.
Finalista nel 2015, nella stagione 2016 del Super Rugby Savea si laureò campione con gli Hurricanes.
A livello internazionale Savea ha esordito con gli All Blacks nel giugno del 2016 disputando due partite durante il tour del Galles in Nuova Zelanda. In occasione del secondo incontro vittorioso contro il Galles, Savea ha anche realizzato la sua prima meta internazionale.
In precedenza era stato selezionato per far parte della nazionale di rugby a 7 neozelandese per partecipare alle Olimpiadi di Rio de Janeiro del 2016, ma preferì rinunciare per concentrarsi sulla stagione del Super Rugby e sulla opportunità di entrare nella nazionale di rugby a XV dove era rimasto vacante il ruolo di flanker lasciato libero da Richie McCaw, storico capitano degli All Blacks che si era ritirato dopo la vittoriosa spedizione nella Coppa del Mondo 2015.
Dopo aver partecipato con gli All Blacks alle coppe del mondo del 2019 e del 2023, nel 2023 è stato eletto miglior giocatore dell'anno da World Rugby.

## Palmarès
- Super Rugby: 1
Hurricanes: 2016